# Kostreš
Kostreš är ett samhälle i Bosnien och Hercegovina.   Det ligger i entiteten Republika Srpska, i den norra delen av landet, 140 km norr om huvudstaden Sarajevo. Kostreš ligger 178 meter över havet och antalet invånare är 296.
Terrängen runt Kostreš är huvudsakligen platt. Kostreš ligger uppe på en höjd.Närmaste större samhälle är Derventa, 6,6 km söder om Kostreš. 
Omgivningarna runt Kostreš är en mosaik av jordbruksmark och naturlig växtlighet. Runt Kostreš är det ganska tätbefolkat, med 67 invånare per kvadratkilometer.